# Montbrun-des-Corbières
Pour les articles homonymes, voir Montbrun.

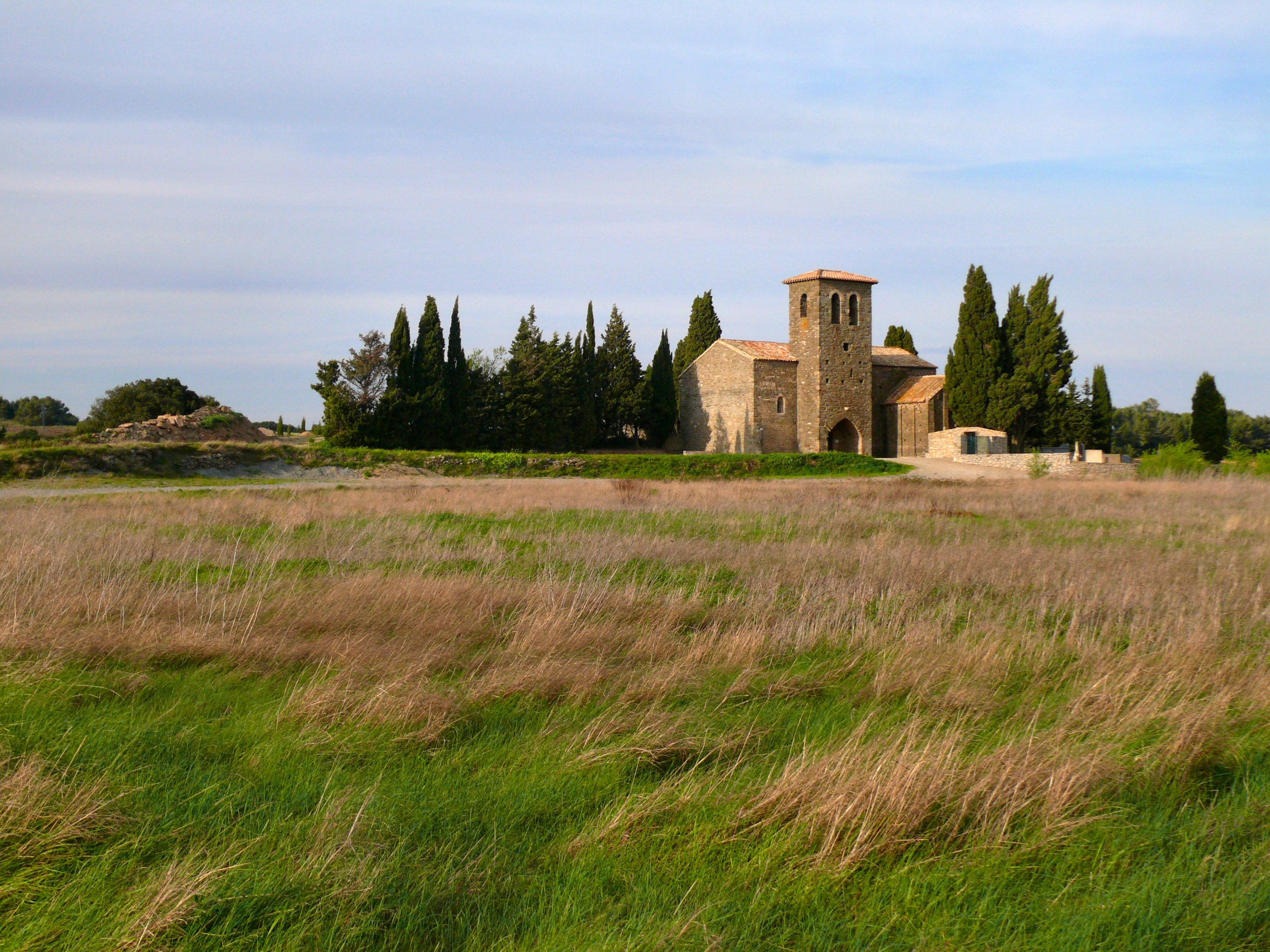
Chapelle Notre-Dame-de-Colombier.

Montbrun-des-Corbières  est une commune française située dans le nord du département de l'Aude, en région Occitanie.
Sur le plan historique et culturel, la commune fait partie du massif des Corbières, un chaos calcaire formant la transition entre le Massif central et les Pyrénées. Exposée à un climat méditerranéen, elle est drainée par le Ruisseau Mayral et par divers autres petits cours d'eau. La commune possède un patrimoine naturel remarquable composé d'une zone naturelle d'intérêt écologique, faunistique et floristique. 
Montbrun-des-Corbières est une commune rurale qui compte 340 habitants en 2022, après avoir connu une forte hausse de la population depuis 1975. Elle fait partie de l'aire d'attraction de Narbonne. Ses habitants sont appelés les Montbrunois et Montbrunoises.
Le patrimoine architectural de la commune comprend un immeuble protégé au titre des monuments historiques : la chapelle Notre-Dame-de-Colombier, classée en 1950.

## Géographie

### Localisation
Montbrun-des-Corbières est une commune de l'Aude située dans les Corbières, à 7 km de Lézignan-Corbières, 26 km de Narbonne et 29 km de Carcassonne.

### Communes limitrophes
Les communes limitrophes sont Castelnau-d'Aude, Conilhac-Corbières, Escales, Fontcouverte, Moux, Roquecourbe-Minervois et Saint-Couat-d'Aude.
| Roquecourbe-Minervois | Castelnau-d'Aude       | Escales            |
| Saint-Couat-d'Aude    | Montbrun-des-Corbières |                    |
| Moux                  | Fontcouverte           | Conilhac-Corbières |

### Hameaux et lieux-dits
- Bois-Vert ;
- Cardanès ;
- Cavaillès ;
- les Espinassès ;
- l'Horte ;
- col de la Portanelle (171 m).

### Géologie et relief
La colline de Montbrun est constituée de grèse, de marne et de calcaire datant du début du Tertiaire. Elle naquit de l'érosion de la terre que causa la mer qui atteignait ses flancs.

#### Ruisseaux
- Ruisseau Mayral, ruisseau de la Combe des Loups, ruisseau du Puits, ruisseau du Salenc, ruisseau du Pont-Teulé, ruisseau de la Picardelle, ruisseau de la Combe-Brindière, ruisseau de Caux, ruisseau des Teuleries, ruisseau de la Denise, ruisseau du Merle, ruisseau de Labade, ruisseau de l'Oste.

#### Sources permanentes
- La Madone, située à la Portanelle.
- La chapelle Notre-Dame-de-Colombier
- Climat

#### Précipitions et température
Le niveau des précipitations se situe en moyenne autour des 600 mm d'eau par an. La température moyenne est de 14 °C. Il s'agit d'un climat méditerranéen.

#### Vents
La commune se trouve dans une zone faisant partie des plus ventées en Europe.
- Le vent de l'ouest, le Cers, est fréquent, il est chaud en été, froid en hiver.
- Le vent du sud-ouest, le Marin, est celui qui apporte la pluie.
- Les vents du nord-est sont secs et froids, ceux du sud, chauds.

### Végétation
La garrigue est couverte de végétaux et herbacées adaptés à la sécheresse. La plaine est couverte de vignes. On a affaire à une végétation de type méditerranéenne avec l'olivier, le pin, le chêne vert. Les landes sont couvertes de thym, laurier, romarin. Des ruches bordent encore les landes.

### Milieux naturels et biodiversité

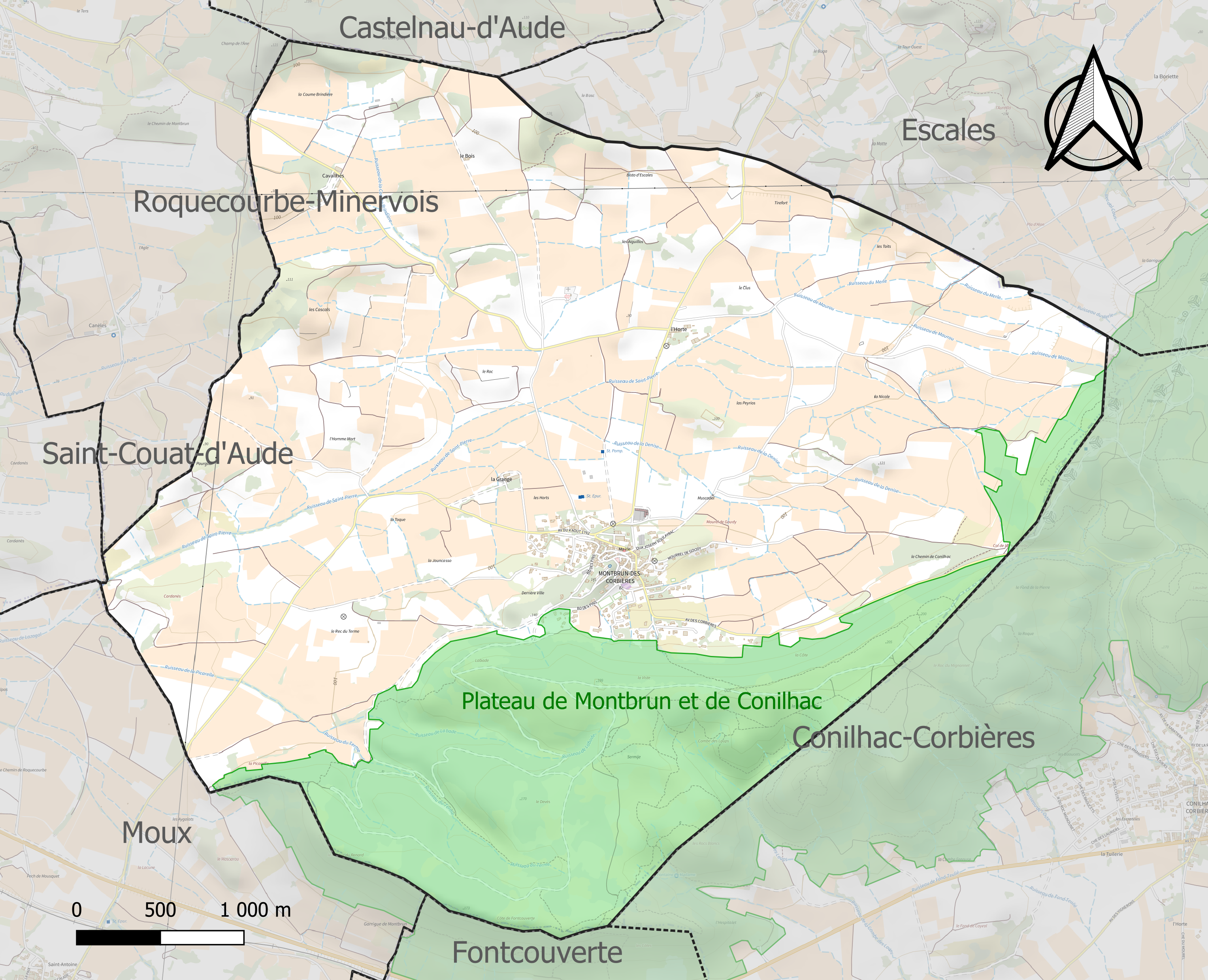
Carte de la ZNIEFF de type 1 localisée sur la commune.

L’inventaire des zones naturelles d'intérêt écologique, faunistique et floristique (ZNIEFF) a pour objectif de réaliser une couverture des zones les plus intéressantes sur le plan écologique, essentiellement dans la perspective d’améliorer la connaissance du patrimoine naturel national et de fournir aux différents décideurs un outil d’aide à la prise en compte de l’environnement dans l’aménagement du territoire.
Une ZNIEFF de type 1 est recensée sur la commune :
le « plateau de Montbrun et de Conilhac » (719 ha), couvrant 6 communes du département.

## Toponymie
Montbrun, du latin Montem, qui signifie "mont" et bruni "brun", d'où le mont brun. La couleur brune viendrait de son sol composé de marne lutéine. Ce mont, une garrigue, était recouverte de créquiers, un cerisier sauvage qui aurait pu aussi donner le nom au village.
Formes anciennes du nom de la commune (selon des anciens textes ou plans) :
- 1272 : Castrum de Montbruno (château de Montbrun, en occitan).
- 1351 : Eclesia de Montbruno (première apparition de l'église de Montbrun).
- 1360 : de Monte bruno.
- 1389 - 1589 : Montbrun en Minervois (la commune est à la limite entre le Minervois et les Corbières).
- 1408 : Stratum de Montebruno (étang de Montbrun, à ce jour asséché, qui recouvrait la plaine de Montbrun).
- 1537 : Montbru puis : Montbrù.
- 1781 : Montbrun.
- XIXe siècle : Montbrun des Corbières.

## Histoire

### Préhistoire
Les premiers habitants de la commune de Montbrun des Corbières : Une première réponse à l'occupation des sols de la commune est donnée par les fouilles archéologiques réalisées au pied du village, au Nord-Ouest sur les rives Nord du ruisseau de la commune surplombé du Pont Saint-Pierre.
- Lieu : Pourgobi (cadastre section D, parcelle n° 714). De nombreux objets de l'âge du fer furent retrouvés dont des tessons, des jarres. le site présentait des restes d'habitats ou des fosses. Il ne s'agissait pas d'un lieu d'habitation, mais d'entrepôts. D'autres objets d'âge plus récents furent découverts, des dalles de grès, des margelles, des restes de murs, des fragments d'amphores de type ibéro-puniques, des céramiques modelées, des fragments de meule en grès ou en basaltes et de grand vasques. C'est dans cette zone que le premier village de Montbrun des Corbières vit le jour. Il portait le nom du Petit-Lion. Par la suite, une motte castrale fut érigée sur la garrigue avoisinante.

### Antiquité
- Durant la période gallo-romaine, Montbrun des Corbières était une place forte sur la voie Aquitania qui allait de Narbonne à Bordeaux. Des maisons sont construites autour du château fort avant que le village s'installe définitivement à cet emplacement-là.
- Ier siècle av. J.-C., la vigne apparut dans l'Aude.
- C'est sous le règne de Charlemagne que la vigne est introduite dans les Corbières. Les premières plantations apparaissent sur la commune de Lagrasse.

### Moyen Âge
- Au XIe siècle, un gros village était signalé aux abords du château. À cette époque, la commune était plus importante que celle de Lézignan des Corbières. C'était un passage obligé pour les croisés qui partaient en Terre Sainte.
- Un pèlerinage se tenait à Notre-Dame-de-Colombier, le lieu de culte était un prieuré qui faisait face à un lac qui recouvrait les plaines face au château. Les moines asséchèrent par la suite le lac qui disparut. Cependant, le sol calcaire à cet endroit trahit sa présence ancienne.
- En 1209, Montbrun devint une des trente-et-une baronnies de la vicomté de Narbonne.
- En 1272, première apparition d'une communauté villageoise de Montbrun.
- Montbrun-des-Corbières était un fief du comté de Foix avant que le vicomte de Narbonne ne s'en empare. Le vicomte de Narbonne y voulait un seigneur chargé de veiller sur les routes menant à Narbonne.
- Le seigneur de Montbrun met à disposition des villageois un four et un moulin banaux. La situation le long de la route de Narbonne favorise le commerce qui devient prépondérant. Toutefois, plusieurs épidémies de peste empêchèrent la commune de se développer convenablement.
- Au XIIIe siècle, l'évêque de Narbonne fit bâtir une chapelle près du château-fort. Elle fut consacrée à Notre-Dame. Des maisons furent élevées tout autour, ainsi vit le jour le premier village. La chapelle fut le siège d'un archiprêtre.
- En 1355, le Prince Noir, avec 20 000 hommes, attaque le Languedoc. Il assiège les communes voisines de Puicheric, saccage Sérame, contourne Lézignan Corbières pour atteindre Montredon des Corbières où il est refoulé par le vicomte de Narbonne. À cette époque, les villageois de Montbrun vivaient dans la plaine. Ils se réfugiaient dans le château du village à chaque menace.
- Au XIVe siècle, la chapelle Notre-Dame-de-Colombier était une église paroissiale. Des fouilles révélèrent l'emplacement des maisons. Elle était au milieu d'un prieuré.
- Le village faisait partie de la sénéchaussée de Carcassonne.

### Famille de Montbrun
À  la fin du XIIe siècle la famille de Montbrun établie dans le Narbonnais où elle possédait plusieurs seigneuries situées en partie dans le Minervois entre Narbonne et Carcassonne prit le nom de la seigneurie et du château de Montbrun dont ses membres remplissait la fonction de châtelain pour le comte de Foix. Elle posséda aussi les seigneuries de Serame, Congous, Malpuech, Paulignan, Sainte-Anne, etc. dans la même région,
.
On trouve à cette époque :
- Odon de Montbrun, cité en 1177[5]
- Pierre de Montbrun, cité en 1175 et 1204[5]
- Raymond de Montbrun, marié à Mabilie de Saint-Martin, cité en 1180[5].

### Époque moderne
- Des consuls sont créés pour administrer la municipalité qui possède une milice.

Jusqu'au XVIIIe siècle, l'économie est principalement dominée par l'élevage et la culture de céréale. Le mouton est élevé dans la commune.
- Guillaume Groc, un habitant de la commune détenait la fabrique de Montbrun.
- L'ouverture du canal du Midi permit le développement du commerce du vin. La vigne fut plantée sur tout le territoire. Le port le plus proche se trouvait à La Redorte.
- Un messager qui apportait le courrier, fut établi dans la commune voisine de Conilhac-Corbières.

### Époque contemporaine
- La commune possède un garde national. Il y a un contrôle du matricule de la Compagnie.
- 1837 : les champs des Corbières, de même que ceux de Montbrun sont principalement couverts de cultures de blé, d'avoine, de fourrage, mais, à cette date, se développe considérablement la culture de la vigne.
- 1875 : le phylloxéra atteint les vignes des Corbières. Les viticulteurs sont obligés de replanter avec des plants venus d'Amérique, plus résistants, d'où est originaire la maladie.
- La vigne est replantée et le vin de l'Aude est vendu dans toute la France. Au XIXe siècle, l'arrivée du chemin de fer dans le Midi accéléra le développement de la vigne dans les Corbières et notamment à Montbrun. La gare de marchandise la plus proche était celle de Moux. Mais, la production de vin fut freinée par l'apparition de nombreuses maladies de la vigne : l'oïdium, le phylloxera et le mildiou.
- Dans le courant du XXe siècle, l'arrivée de vins étrangers menace la viticulture audoise. Le résultat fut la baisse de production de vin dans la région et l'adhésion à l'AOC Corbières.
- En 1933, les viticulteurs montbrunois se réunissent au sein d'une cave coopérative assurant des revenus stables.
- En 1950, Notre-Dame-de-Colombier est inscrite aux monuments historiques.
- En 1952, une campagne de restauration de la chapelle romane Notre-Dame-de-Colombier est lancée.
- En 1963, la façade de Notre-Dame-de-Colombier fut ravalée.
- Des fouilles dans le cimetière bordant la chapelle Notre-Dame et tout autour ont mis au jour des cazals (bâtiments en ruine) accréditant que le lieu était auparavant habité.

## Politique et administration

### Liste des maires
| Période                                  | Période  | Identité                | Étiquette | Qualité                               |
| ---------------------------------------- | -------- | ----------------------- | --------- | ------------------------------------- |
| 1792                                     | 1796     | Jean Boutet             | -         |                                       |
| 1796                                     | 1797     | Antoine Boutet          | -         |                                       |
| 1797                                     | 1799     | Pierre Rives            | -         |                                       |
| 1799                                     | 1800     | Bernard Bacou           | -         |                                       |
| 1800                                     | 1830     | Antoine Boutet          | -         |                                       |
| 1830                                     | 1833     | Alexis Vergues le Jeune | -         |                                       |
| 1833                                     | 1835     | Pierre Vergues          | -         | maire par intérim                     |
| 1835                                     | 1837     | Pierre Vergues          | -         | élu                                   |
| 1837                                     | 1843     | Alexis Vergues le Jeune | -         |                                       |
| 1843                                     | 1870     | Victor Vergues          | -         |                                       |
| 1870                                     | 1871     | Maurice Ayraud          | -         | président de la commission municipale |
| 1871                                     | 1900     | Ernest Vergues          | -         |                                       |
| 1900                                     | 1905     | Basile Boutet           | -         |                                       |
| 1905                                     | 1919     | Auguste Rives           | -         |                                       |
| 1919                                     | 1925     | Abel Bories             | -         |                                       |
| 1925                                     | 1935     | Albert Bacou            | -         |                                       |
| 1935                                     | 1962     | Joseph Soulayrac        | -         |                                       |
| 1962                                     | 1971     | Louis Bacou             | -         |                                       |
| 1971                                     | 1977     | Jean Cahuc              | -         |                                       |
| 1977                                     | 1991     | Yves Boutet             | -         |                                       |
| 1991                                     | 2001     | Jacques Esquiva         | -         |                                       |
| 2001                                     | 2008     | Guy Audemard d'Alançon  | -         |                                       |
| 2008                                     | En cours | Claude Boutet           | -         |                                       |
| Les données manquantes sont à compléter. |          |                         |           |                                       |

## Démographie
L'évolution du nombre d'habitants est connue à travers les recensements de la population effectués dans la commune depuis 1793. Pour les communes de moins de 10 000 habitants, une enquête de recensement portant sur toute la population est réalisée tous les cinq ans, les populations de référence des années intermédiaires étant quant à elles estimées par interpolation ou extrapolation. Pour la commune, le premier recensement exhaustif entrant dans le cadre du nouveau dispositif a été réalisé en 2005.

En 2022, la commune comptait 340 habitants, en évolution de +10,75 % par rapport à 2016 (Aude : +2,65 %, France hors Mayotte : +2,11 %).
| 1793 | 1800 | 1806 | 1821 | 1831 | 1836 | 1841 | 1846 | 1851 |
| ---- | ---- | ---- | ---- | ---- | ---- | ---- | ---- | ---- |
| 178  | 211  | 228  | 266  | 305  | 303  | 296  | 300  | 312  |

| 1856 | 1861 | 1866 | 1872 | 1876 | 1881 | 1886 | 1891 | 1896 |
| ---- | ---- | ---- | ---- | ---- | ---- | ---- | ---- | ---- |
| 309  | 295  | 359  | 327  | 401  | 443  | 436  | 397  | 398  |

| 1901 | 1906 | 1911 | 1921 | 1926 | 1931 | 1936 | 1946 | 1954 |
| ---- | ---- | ---- | ---- | ---- | ---- | ---- | ---- | ---- |
| 436  | 414  | 423  | 468  | 385  | 441  | 425  | 314  | 308  |

| 1962 | 1968 | 1975 | 1982 | 1990 | 1999 | 2005 | 2006 | 2010 |
| ---- | ---- | ---- | ---- | ---- | ---- | ---- | ---- | ---- |
| 303  | 303  | 266  | 258  | 264  | 293  | 305  | 307  | 318  |

| 2015 | 2020 | 2022 | - | - | - | - | - | - |
| ---- | ---- | ---- | - | - | - | - | - | - |
| 307  | 339  | 340  | - | - | - | - | - | - |

## Société

### Fête Locale
La Fête patronale célébrée tous les 1er août.

### Célébrations religieuses
- Célébrations de Pâques à la chapelle Notre-Dame de Colombier.
- À l'occasion de Pâques, la statue de la vierge présente dans la chapelle est habillée pour les célébrations.
- Tous les 8 septembre, un pèlerinage a lieu à la chapelle pour célébrer la Vierge Marie.

### Sports
La commune possède un terrain de sport mis à la disposition des enfants pour jouer au football ou au rugby.
Elle dispose de courts de tennis dont les réservations se font à la mairie.
Il existe enfin un club de pétanque dans le village.

## Économie

### Revenus
En 2018  (données Insee publiées en septembre 2021), la commune compte 137 ménages fiscaux, regroupant 310 personnes. La médiane du revenu disponible par unité de consommation est de 17 730 € (19 240 € dans le département).

### Emploi
| Division       | 2008   | 2013   | 2018   |
| -------------- | ------ | ------ | ------ |
| Commune        | 10,8 % | 13,7 % | 7,3 %  |
| Département    | 10,2 % | 12,8 % | 12,6 % |
| France entière | 8,3 %  | 10 %   | 10 %   |

En 2018, la population âgée de 15 à 64 ans s'élève à 193 personnes, parmi lesquelles on compte 76,1 % d'actifs (68,8 % ayant un emploi et 7,3 % de chômeurs) et 23,9 % d'inactifs,. En  2018, le taux de chômage communal (au sens du recensement) des 15-64 ans est inférieur à celui de la France et du département, alors qu'en 2008 la situation était inverse.
La commune fait partie de la couronne de l'aire d'attraction de Narbonne, du fait qu'au moins 15 % des actifs travaillent dans le pôle,. Elle compte 53 emplois en 2018, contre 70 en 2013 et 71 en 2008. Le nombre d'actifs ayant un emploi résidant dans la commune est de 136, soit un indicateur de concentration d'emploi de 38,5 % et un taux d'activité parmi les 15 ans ou plus de 55,6 %.
Sur ces 136 actifs de 15 ans ou plus ayant un emploi, 39 travaillent dans la commune, soit 28 % des habitants. Pour se rendre au travail, 82,8 % des habitants utilisent un véhicule personnel ou de fonction à quatre roues, 4,8 % les transports en commun, 6,2 % s'y rendent en deux-roues, à vélo ou à pied et 6,2 % n'ont pas besoin de transport (travail au domicile).

### Activités hors agriculture

#### Secteurs d'activités
35 établissements sont implantés  à Montbrun-des-Corbières au 31 décembre 2019. Le tableau ci-dessous en détaille le nombre par secteur d'activité et compare les ratios avec ceux du département,.
| Secteur d'activité                                                                                        | Commune | Commune | Département |
| Secteur d'activité                                                                                        | Nombre  | %       | %           |
| --- | ------- | ------- | ----------- |
| Ensemble                                                                                                  | 35      |         |             |
| Industrie manufacturière, industries extractives et autres                                                | 4       | 11,4 %  | (8,8 %)     |
| Construction                                                                                              | 4       | 11,4 %  | (14 %)      |
| Commerce de gros et de détail, transports, hébergement et restauration                                    | 14      | 40 %    | (32,3 %)    |
| Activités immobilières                                                                                    | 4       | 11,4 %  | (5,2 %)     |
| Activités spécialisées, scientifiques et techniques et activités de services administratifs et de soutien | 6       | 17,1 %  | (13,3 %)    |
| Administration publique, enseignement, santé humaine et action sociale                                    | 1       | 2,9 %   | (13,2 %)    |
| Autres activités de services                                                                              | 2       | 5,7 %   | (8,8 %)     |

Le secteur du commerce de gros et de détail, des transports, de l'hébergement et de la restauration est prépondérant sur la commune puisqu'il représente 40 % du nombre total d'établissements de la commune (14 sur les 35 entreprises implantées  à Montbrun-des-Corbières), contre 32,3 % au niveau départemental.

#### Entreprises et commerces
Les trois entreprises ayant leur siège social sur le territoire communal qui génèrent le plus de chiffre d'affaires en 2020 sont : 
- Chateau De L'horte, commerce de gros (commerce interentreprises) de boissons (925 k€) ;
- Societe Fonciere De Montbrun, culture de la vigne (204 k€) ;
- Vignoble Jacques Bacou, commerce de gros (commerce interentreprises) de boissons (43 k€).

Café du village.
Épicerie.

### Agriculture
La commune est dans la « Région viticole » de l'Aude, une petite région agricole occupant une grande partie centrale du département, également dénommée localement « Corbeilles Minervois et Carcasses-Limouxin ». En 2020, l'orientation technico-économique de l'agriculture  sur la commune est la viticulture.
|               | 1988 | 2000 | 2010 | 2020 |
| ------------- | ---- | ---- | ---- | ---- |
| Exploitations | 42   | 29   | 21   | 27   |
| SAU (ha)      | 636  | 576  | 434  | 482  |

Le nombre d'exploitations agricoles en activité et ayant leur siège dans la commune est passé de 42 lors du recensement agricole de 1988  à 29 en 2000 puis à 21 en 2010 et enfin à 27 en 2020, soit une baisse de 36 % en 32 ans. Le même mouvement est observé à l'échelle du département qui a perdu pendant cette période 60 % de ses exploitations,. La surface agricole utilisée sur la commune a également diminué, passant de 636 ha en 1988 à 482 ha en 2020. Parallèlement la surface agricole utilisée moyenne par exploitation a augmenté, passant de 15 à 18 ha.

#### Cépage des Corbières
Les raisins : Carignan, Syrah, Grenache et Mourvèdre.
Arômes de fruits rouges. Notes florales.

#### Vins
Rouges et rosés.

#### AOC Corbières
L'AOC a été créé en 1985., 4e appellation de France, 1re du Languedoc.
L'AOC a été créée dans le but de faire face à la concurrence de vins étrangers.

### Énergies
La commune est traversée par la ligne à Haute-Tension en provenance de la centrale électrique de Castelnau d'Aude.
Elle est traversée par le gazoduc en provenance de La Ciotat et exploité par GSO, Gaz du Sud-Ouest. La conduite va jusqu'à la centrale de Capendu.
Bien que sur le sol de la commune de Conilhac-Corbières, à la limite avec la commune de Montbrun-des-Corbières, des éoliennes s'élèvent dans le ciel montbrunois.

### Déchèterie
Une déchèterie municipale est présente sur la commune.
La mairie a mis en place le tri sélectif.
Les déchets ménagers sont traités par le Syndicat intercommunal de Lézignan-Corbières

### Enseignement
Montbrun-des-Corbières a une école primaire communale.
Les enfants sont accueillis dans une cantine.

### Équipements et services publics
Un bureau de Poste occupe une partie du rez-de-chaussée de la mairie. La commune possède sa bibliothèque municipale, une salle des fêtes et un foyer rural qui accueillent divers ateliers.
Un service municipal des Eaux assure l'approvisionnement en eau de la commune.

## Transports

### Autobus
Bus du département de l'Aude : Ils passent à heures régulières dans la commune, assurent le ramassage scolaire. La commune dispose d'un mini-bus qu'elle met à disposition des habitants de la commune.
- Voir les Horaires de bus.

### Automobile
Réservation de taxis à la mairie.

### Ferroviaire
La commune est accessible par la gare de Lézignan-Corbières à 7 km, ou par la gare de Carcassonne à 29 km. La gare de Narbonne se trouve à 19 km du village.

### Aéroport et aérodrome
Aéroport de Carcassonne Salvaza à 29 km

### Ports maritime et fluvial
Port la Nouvelle à 35 km

### Hydrographie
La commune est dans la région hydrographique « Côtiers méditerranéens », au sein du bassin hydrographique Rhône-Méditerranée-Corse. Elle est drainée par le ruisseau Mayral, le ruisseau de Combe Brindière, le ruisseau de Labade, le ruisseau de la Combe des Loups, le ruisseau de la Denise, le ruisseau de la Picarelle, le ruisseau du Merle et le ruisseau du Puits, qui constituent un réseau hydrographique de 14 km de longueur totale,.
Le ruisseau Mayral, d'une longueur totale de 10,7 km, prend sa source dans la commune de Conilhac-Corbières et s'écoule vers l'ouest puis se réoriente au nord. Il traverse la commune et se jette dans l'Aude à Roquecourbe-Minervois, après avoir traversé 5 communes.

### Climat
Pour des articles plus généraux, voir Climat de l'Occitanie et Climat de l'Aude.
En 2010, le climat de la commune est de type climat méditerranéen franc, selon une étude s'appuyant sur une série de données couvrant la période 1971-2000. En 2020, Météo-France publie une typologie des climats de la France métropolitaine dans laquelle la commune est exposée à un climat méditerranéen et est dans la région climatique Provence, Languedoc-Roussillon, caractérisée par une pluviométrie faible en été, un très bon ensoleillement (2 600 h/an), un été chaud (21,5 °C), un air très sec en été, sec en toutes saisons, des vents forts (fréquence de 40 à 50 % de vents > 5 m/s) et peu de brouillards.
Pour la période 1971-2000, la température annuelle moyenne est de 14,5 °C, avec  une amplitude thermique annuelle de 15,9 °C. Le cumul annuel moyen de précipitations est de 658 mm, avec 7,1 jours de précipitations en janvier et 3,3 jours en juillet. Pour la période 1991-2020 la température moyenne annuelle observée sur la station météorologique la plus proche, située sur la commune de Lézignan-Corbières à 6 km à vol d'oiseau, est de 15,2 °C et le cumul annuel moyen de précipitations est de 678,7 mm,. Pour l'avenir, les paramètres climatiques de la commune estimés pour 2050 selon différents scénarios d’émission de gaz à effet de serre sont consultables sur un site dédié publié par Météo-France en novembre 2022.

## Urbanisme

### Typologie
Au 1er janvier 2024, Montbrun-des-Corbières est catégorisée commune rurale à habitat dispersé, selon la nouvelle grille communale de densité à 7 niveaux définie par l'Insee en 2022.
Elle est située hors unité urbaine. Par ailleurs la commune fait partie de l'aire d'attraction de Narbonne, dont elle est une commune de la couronne,. Cette aire, qui regroupe 71 communes, est catégorisée dans les aires de 50 000 à moins de 200 000 habitants,.

### Occupation des sols
L'occupation des sols de la commune, telle qu'elle ressort de la base de données européenne d’occupation biophysique des sols Corine Land Cover (CLC), est marquée par l'importance des territoires agricoles (72,9 % en 2018), une proportion identique à celle de 1990 (72,9 %). La répartition détaillée en 2018 est la suivante : 
cultures permanentes (71,6 %), milieux à végétation arbustive et/ou herbacée (17,6 %), forêts (7,2 %), zones urbanisées (2,4 %), zones agricoles hétérogènes (1,3 %). L'évolution de l’occupation des sols de la commune et de ses infrastructures peut être observée sur les différentes représentations cartographiques du territoire : la carte de Cassini (XVIIIe siècle), la carte d'état-major (1820-1866) et les cartes ou photos aériennes de l'IGN pour la période actuelle (1950 à aujourd'hui).

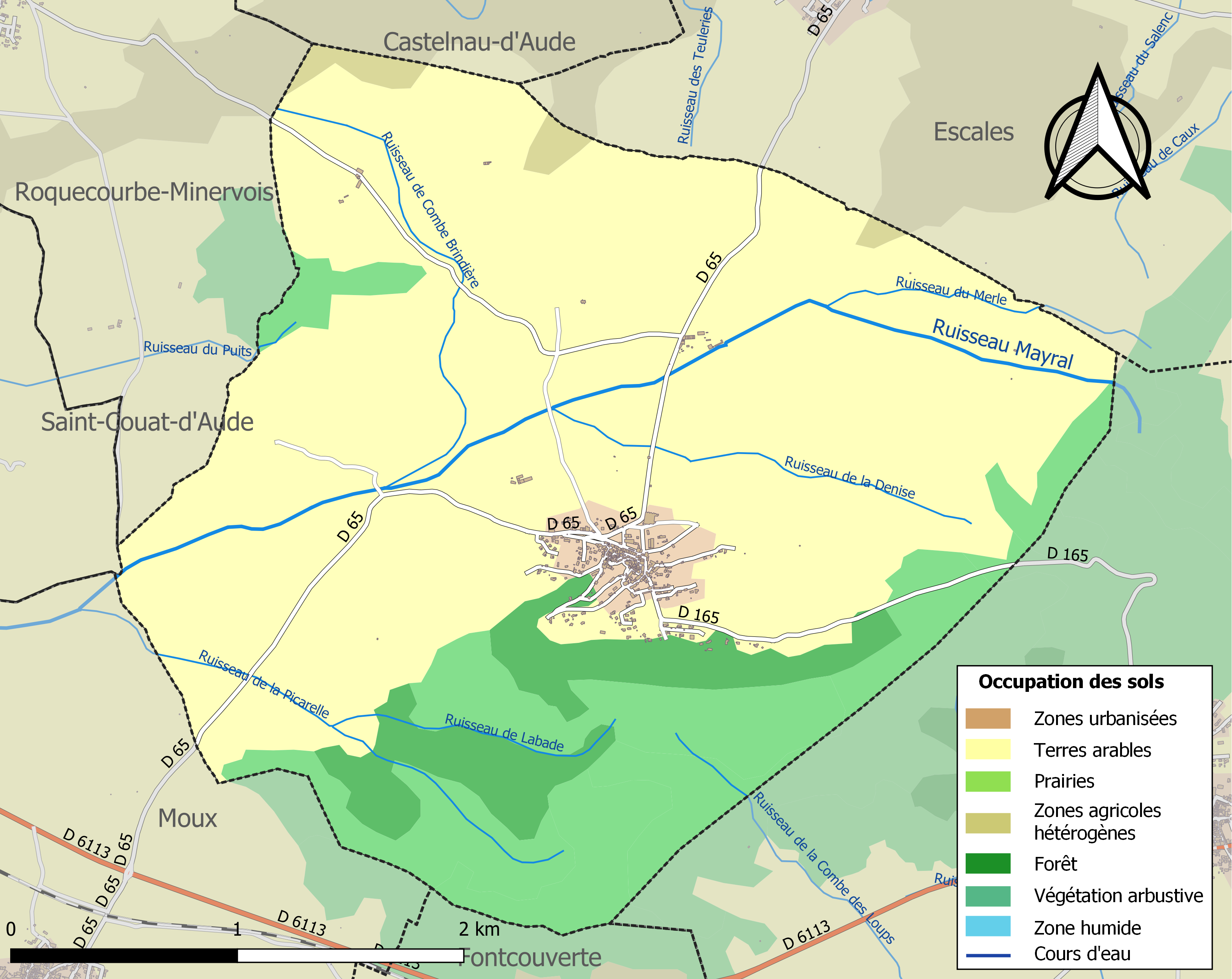
Carte des infrastructures et de l'occupation des sols de la commune en 2018 (CLC).

### Lotissements
Le lotissement le plus ancien est celui de la Juncasse. Plus tard, ont été construits les lotissements "La Coste 1" et "La Coste 2".

### Risques majeurs
Le territoire de la commune de Montbrun-des-Corbières est vulnérable à différents aléas naturels : météorologiques (tempête, orage, neige, grand froid, canicule ou sécheresse), feux de forêts et séisme (sismicité faible). Un site publié par le BRGM permet d'évaluer simplement et rapidement les risques d'un bien localisé soit par son adresse soit par le numéro de sa parcelle.

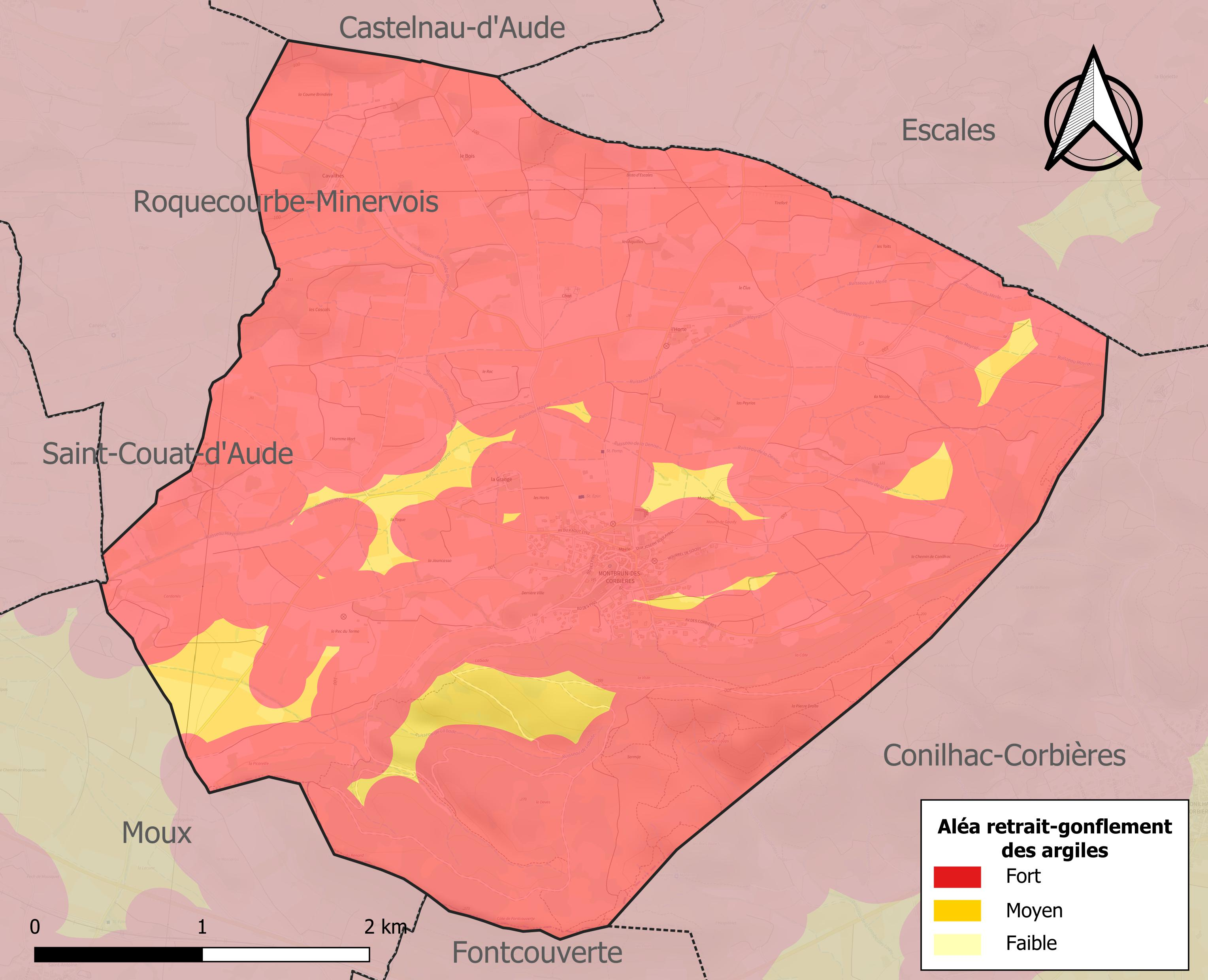
Carte des zones d'aléa retrait-gonflement des sols argileux de Montbrun-des-Corbières.

Le retrait-gonflement des sols argileux est susceptible d'engendrer des dommages importants aux bâtiments en cas d’alternance de périodes de sécheresse et de pluie. La totalité de la commune est en aléa moyen ou fort (75,2 % au niveau départemental et 48,5 % au niveau national). Sur les 238 bâtiments dénombrés sur la commune en 2019, 238 sont en aléa moyen ou fort, soit 100 %, à comparer aux 94 % au niveau départemental et 54 % au niveau national. Une cartographie de l'exposition du territoire national au retrait gonflement des sols argileux est disponible sur le site du BRGM,.

## Culture locale et patrimoine

### Églises
- Église Saint-Roch. Ancienne chapelle castrale, construite au XVIIIe siècle sur les vestiges d'une ancienne église plus petite. Église paroissiale dédiée à la Vierge marie, l'Église de l'Assomption de Montbrun-des-Corbières.
- Chapelle Notre-Dame-de-Colombier[32]. L'édifice a été classé au titre des monuments historiques en 1950[33]. Un bel exemple des débuts de l’architecture romane datant du XIe siècle (le clocher est du XIIIe siècle). La légende raconte que le seigneur de Montbrun partit aux croisades et que, à son retour, son fils qui ne l’avait pas reconnu lança ses chiens contre lui. Le père mourut dans la nuit et quand, le lendemain matin, son fils comprit ce qu’il avait fait, il fut terrassé par le remords. Voyant une colombe se poser sur le sol, il décida de construire une chapelle à l’endroit que ses pattes avaient touché.

### Château de Montbrun
Le château de Montbrun est un ancien château fort perché au sommet du village, il ne reste presque plus rien, à part quelques pierres et la forme d'une motte.
- Au XIe siècle, il existe une motte castrale et un village est mentionné aux abords.
- C'était une fief du comté de Foix avant que le vicomte de Narbonne ne s'en empare pour surveiller sur les routes menant à Narbonne.
- En 1209, Montbrun devint une des trente-et-une baronnies de la Vicomté de Narbonne.

Durant la période de la Croisade des Albigeois, le seigneur de Montbrun fut dépossédé de ses biens par Simon de Montfort. Ce fut son fils Amaury de Montfort qui restitua le château au vicomte de Narbonne. Le château du village comptait un châtelain qui occupait les lieux, mais aussi un viguier.
- Au XVIIIe siècle, le châtelain qui représente le seigneur possédait une maison adossée au château devenu inhabitable.
- La seigneurie arrive par mariage en possession de Pierre-Antoine de Trégoin, seigneur de Montbrun en 1625. Jean-Pierre de Trégoin, puis Jean-Hyacinthe de Trégoin lui succèdent et portent le titre de vicomte de Montbrun en 1693. Marie-Gabrielle de Trégoin, petite fille de l'ingénieur Antoine Niquet, apporte en dot Montbrun par son mariage avec Antoine Pascal de Saint-Félix, fils d'autre Antoine Pascal, et d'Isabeau de Gothias. Leur fils, Hyacinthe-Xavier-Joachim-Antoine Pascal, marquis de Saint-Félix et seigneur de Montbrun, lui succède. Il épouse Anne-Marie-Madeleine du Bois-des-Cours de la Maisonfort, fille de messire Alexandre du Bois-des-Cours de la Maisonfort, marquis de la Maisonfort, seigneur de Bertry et de Catherine de Chicogneau. Il meurt en 1790 et sa veuve en 1824. Le château-fort est alors vendu à Antoine Boutet, dont la maison est attenante au château et est démantelée. Les pierres du château servent alors à la construction de la métairie Boutet sur le lieu-dit Le Clus.

### Remparts
Les anciens remparts de la ville qui était close subsistent, ils apparaissent au détour des rues.
- Porte Saint-Pierre : Porte médiévale emprise dans les remparts de la commune.

### Moulin
- Moulin à vent du XIXe siècle.

### Voie romaine
Passage de la voie gallo-romaine Aquitania de Narbonne à Bordeaux : la voie subsiste, elle traverse le village, elle suit le tracé du ruisseau qui va de Lézignan-Corbières à Saint-Couat d'Aude.
Sentier pédestre de la pinède de la Bisto : Sentier parcourant la pinède et la garrigue.

### Personnalités liées à la commune
- La famille de Montbrun qui forma deux branches  éteintes au début du  XVIe siècle dans l'Aude et  au début du XVe siècle dans le Tarn.
- Hugues de Cardaillac , issu de la branche Cardaillac-Brengues, famille de Cardaillac, épouse Marguerite de Montbrun en 1389 et devient seigneur de Montbrun et Sérame.
- Gaspard de Villeneuve, gouverneur du vicomté de Narbonne en 1491, devient seigneur de Montbrun.
- La seigneurie de Montbrun passe au sieur de Potier en 1537 et restera au sein de la famille jusqu'à la dernière héritière, Françoise de Potier en 1625.
- Jean de Trégoin, consul du bourg et de la cité de Narbonne en 1599, devient baron de Montbrun. La famille de Trégoin occupe l'hôtel particulier de Trégoin à Narbonne, actuel lycée Beauséjour.
- Jean-Pierre de Frégose, descendant de la famille génoise Fregoso, doges de Gênes, devient baron de Montbrun en 1675.
- Hyacinthe-Xavier-Joachim-Antoine de Pascal, vicomte de Montbrun, décède en 1790, dernier vicomte de Montbrun.
- Jacques Roché, Né le 26 mars 1926 à Montbrun-Corbières (Aude), mort le 19 janvier 2004 à Paris (Ve arr.). ’inspecteur aux Contributions indirectes le 1er août 1945, président de la Caisse de secours (puis de la Mutuelle nationale des agents de la DGI), Conseiller maître à la Cour des Comptes en 1985,  En 1998 il fut élu président du groupement des entreprises mutuelles d’assurances.
- Gauthier Roubichou, né en 1982, originaire de Montbrun des Corbières, chanteur, participe à la saison 4 de la Star Academy en France, au Bachelor en 2013 en Chine, membre du groupe "groupe Lions of Puxi".

### Héraldique
| Blason de Montbrun-des-Corbières | Blason  | D’argent à la montagne de gueules sommée d’un créquier de sinople. |
| Blason de Montbrun-des-Corbières | Détails | Le statut officiel du blason reste à déterminer.                   |